# Vaejovis troupi
Espèce
Vaejovis troupi est une espèce de scorpions de la famille des Vaejovidae.

## Distribution
Cette espèce est endémique d'Arizona aux États-Unis. Elle se rencontre dans le comté de Cochise vers 1 607 m d'altitude dans les monts Whetstone.

## Description
La femelle holotype mesure 25,70 mm.

## Étymologie
Cette espèce est nommée en l'honneur de Robert Troup.

## Publication originale
- Ayrey & Soleglad, 2015 : « New species of Vaejovis from the Whetstone Mountains, southern Arizona (Scorpiones: Vaejovidae). » Euscorpius, no 194, p. 1–12 (texte intégral).